# Addlestone
 (juillet 2018).
Si vous disposez d'ouvrages ou d'articles de référence ou si vous connaissez des sites web de qualité traitant du thème abordé ici, merci de compléter l'article en donnant les références utiles à sa vérifiabilité et en les liant à la section « Notes et références ».
Addlestone, chef-lieu du district de Runnymede, est une ville d'Angleterre, dans la région du Sud-Est.  Elle est dans le comté de Surrey, plus précisément à environ 10 kilomètres de la limite la plus proche de Londres.
Elle a une rue principale traditionnelle et une église avec plusieurs éléments médiévaux. Un chêne pédonculé (quercus robur) situé à quelques centaines de mètres du cimetière de l'église est l'un des plus vieux d'Angleterre. Il est considéré comme le plus vieux chêne du comté.
À l'exception du sud-ouest qui est tout près de l'autoroute orbitale de Londres, de l'école privée, de l'ancien manoir et des jardins, le terrain a peu d'élévation. Addlestone possède en outre une très petite partie de la rive droite (sud) de la Tamise, qui s'appelle le petit quartier (en anglais, Estate) de Hamm Court: on y trouve plusieurs maisons de standing et de grandes caravanes louées pour y vivre de façon permanente.
L'endroit abrite un grand centre de loisirs, des clubs de football et un petit parcours de golf accessible aux débutants.

## Transports
La ville possède une gare située dans son centre, avec un seul arrêt de train, mais les liaisons sont relativement rapides en direction de la gare de Londres-Waterloo, en partant de Weybridge.
L'autoroute M25 délimite immédiatement l'ouest de la ville et l'un de ses carrefours existe avec une large approche à travers même le nord de la ville.
Il existe quelques pistes cyclables, dont notamment une d'environ 3 kilomètres jusqu'à Byfleet, et plus précisément sa zone riche en lieux de travail, Brooklands.

## Environnement bâti et naturel
La grande majorité des logements date d'après les années 1930 et le village (soit la ville) a été pendant des siècles une chapellerie dans l'immense paroisse de Chertsey. Voir l'abbaye de Chertsey, qui est maintenant en ruines absolues mais dont l'église de la ville survit.  Ses chartes sont parmi les plus anciennes archives papier d'Angleterre (VIIe siècle).
La ville possède quelques petits parcs et généralement les maisons et les appartements ont de petits jardins et une forte dépendance à la voiture.
La limite est, le canal parallèle à la rivière Wey, appelée sa "navigation" a un chemin bien conservé et des groupes de prairies fleuries et de bâtiments de moulin.